# Agasi Arutjunovič Babajan
Agasi Arutjunovič Babajan (Azatavan, 21 dicembre 1921 – 17 novembre 1995) è stato un regista sovietico.

## Filmografia parziale

### Regista
- Dersu Uzala (1961)
- Tropoj beskorystnoj ljubvi (1971)